# Andrea True
Andrea True, geboren als Andrea Marie Truden, (Nashville, 26 juli 1943 - Kingston, 7 november 2011) was een Amerikaanse zangeres en porno-actrice. Onder de naam Andrea True Connection had ze in 1976 op het hoogtepunt van het disco-tijdperk een internationaal succes met de single More, More, More.

## Carrière
True kwam in 1968 naar New York om daar een carrière te maken als actrice. Ze kreeg echter slechts kleine rollen als ondergeschikte actrice en figurante, onder andere in het Streisand/Redford-drama The Way We Were. Toen ze daarna het genre wisselde, werkte ze zich op tot een van de bekendste porno-actrices van de jaren 1970. In totaal draaide True meer dan 50 films tijdens haar carrière.
Tijdens een reis naar Jamaica ontstond in 1975 samen met producent Gregg Diamond en remixer Tom Moulton de single More, More, More. True's zwoele zang en eenduidige tekstuele verwijzingen naar haar porno-carrière, verschaften de song internationale populariteit. In de Verenigde Staten, het Verenigd Koninkrijk en Duitsland plaatste de song zich in de top 10 van de singlehitlijst. In de Verenigde Staten kreeg de song bovendien een onderscheiding in goud. Met haar opvolgende singles kon Andrea True niet meer evenaren aan dit succes, maar de nummers Party Line (1976), New York, You Got Me Dancing (1977) en What's Your Name, What's Your Number (1978) plaatsten zich wel nog in de hitlijst. Haar tweede lp White Witch ontstond in 1978 in samenwerking met producent Michael Zager (Let's all chant). Haar derde en laatste lp War Machine werd in 1980 alleen verkocht in Italië. Met deze publicatie streefde ze naar een krachtiger rockaccent.
True trok zich begin jaren 1980 terug in het privéleven. In 2003 werkte ze mee aan een documentatie van de Amerikaanse muziekzender VH1 over eendagsvliegen. In 2005 volgde een kort interview in de documentaire film Inside Deep Throat.

## Overlijden
Andrea True overleed op 7 november 2011 op 68-jarige leeftijd in een ziekenhuis in Kingston nabij haar woonplaats Woodstock aan hartfalen. Haar stoffelijke resten werden gecremeerd en bijgezet in Cleveland.

## Discografie

### Singles
- 1976:	More, More, More
- 1976: Party Line
- 1976: Call Me
- 1976: Keep It Up Longer
- 1976: Fill Me Up (Heart To Heart)
- 1977:	N.Y., You Got Me Dancing
- 1977: What's Your Name, What's Your Number
- 1980: War Machine
- 1980: Make My Music For Me

### Albums
- 1976: More, More, More
- 1977: White Witch (alias What's Your Name, What's Your Number)
- 1980: War Machine
- 1994: The Greatest Hits
- 1998: More, More, More

- Digitale Bibliotheek voor de Nederlandse Letteren: true002
- Gemeinsame Normdatei: 134951484
- International Standard Name Identifier: 0000 0000 4856 7664
- Library of Congress Control Number: no2004056772
- MusicBrainz: 15c7cdce-60d1-4933-b5f7-8b98cf79c923
- Virtual International Authority File: 26775954
- WorldCat: E39PBJmtDK48m43hkfgXMCwcT3